# Fonteia (vestal)
Fonteia (en llatí Fonteia) va ser una vestal romana filla de Gai Fonteu i germana de Marc Fonteu. Formava part de la gens Fonteia, una gens romana d'origen plebeu procedent de Tusculum.
Ciceró, segons explica en el discurs que s'ha conservat Pro Fonteio, la va fer intervenir en el judici contra el seu germà Marc, per a moure la compassió dels jutges. Marc Fonteu va ser absolt.